# Centaurea ptosimopappa
Centaurea ptosimopappa — вид рослин роду волошка (Centaurea), з родини айстрових (Asteraceae).

## Морфологічна характеристика
Це багаторічний кущ заввишки 1.20–2.15 метра, з висхідними голими гілками. Листки міцні, майже шкірясті, голі на обох поверхнях, на краю шерстисті. Листя стерильних пагонів скупчені у верхній частині гілок, від ланцетно-яйцюватих до зворотно-яйцюватих, звужені до ніжки, 10–17 × 3.5–5 см, натомість листки квітконосних пагонів значно менші та вужчі, верхній частково огортає квіткову голову. Квітки жовті. Сім'янки 4.6 ± 0.9 × 3.7 ± 0.6 мм, зворотно-яйцюваті, з 4 мм папусами.

## Середовище проживання
Поширений у пд. Туреччині (Анатолія) і Сирії.